# Paleoparadoxia
A Paleoparadoxia („ősparadoxon”) az emlősök (Mammalia) osztályának a fosszilis Desmostylia rendjébe, ezen belül a Paleoparadoxiidae családjába tartozó nem.

## Előfordulásuk

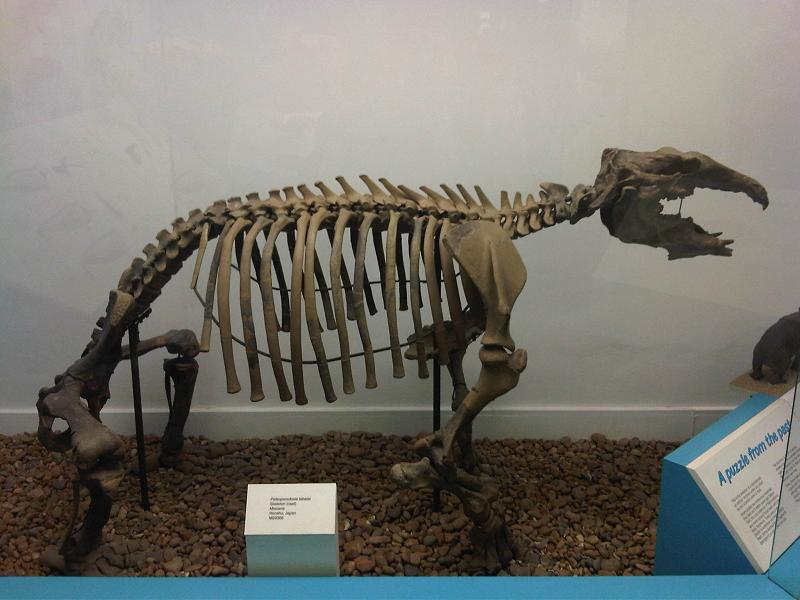
A P. tabatai csontváza oldalról...

Az ebbe a nem tartozó ősállatok a Csendes-óceán északi részén levő vizekben és partszakaszokon éltek, Japántól Alaszkáig, valamint délre egészen a mexikói Alsó-Kaliforniáig (Baja California) fordultak elő. A miocén korban éltek, körülbelül 20-10 millió évvel ezelőtt.

## Megjelenésük
A Paleoparadoxia-fajok nagytestű, körülbelül 2,2 méter hosszú növényevők voltak. Fogaik a markológép fogaira emlékeztetnek, emiatt az őslénykutatók szerint a víz alatt algákkal és tengeri füvekkel (Zostera) táplálkozhattak. Tömzsi vízilószerű teste alkalmas volt a vízi életmódhoz, bár túl mélyre vagy sok időre nem tudott lemerülni.

## Felfedezésük és nevük

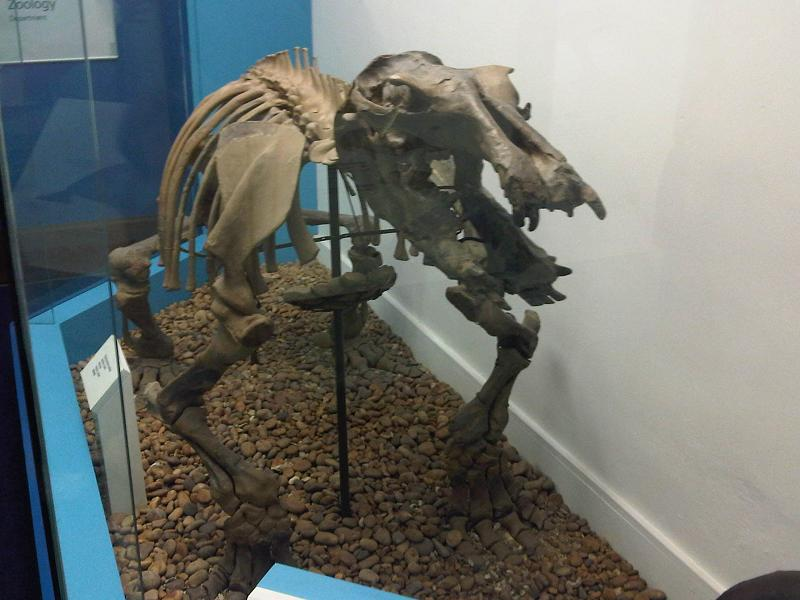
...és szemből

Amikor először rábukkantak ez állatok maradványaira az őslénykutatók úgy vélték, hogy valami ős kétéltűhöz tartoznak. Azonban manapság a tengeritehenek (Sirenia) legközelebbi rokonaiként tartják számon őket.
1939-ben Tokunaga a Cornwallius nevet adta ennek a nemnek, később 1959-ben  Reinhart átnevezte Paleoparadoxiára.

## Rendszerezés
A nembe az alábbi 4 faj tartozik:
- Paleoparadoxia media Inuzuka 2005
- Paleoparadoxia repenningi Domning & Barnes 2007
- Paleoparadoxia tabatai Tokunaga 1939 - típusfaj
- Paleoparadoxia weltoni Clark 1991

## Képek

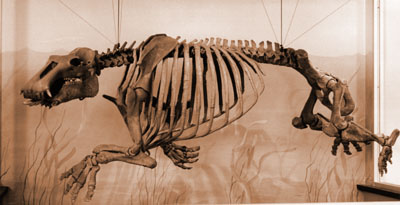
Különböző
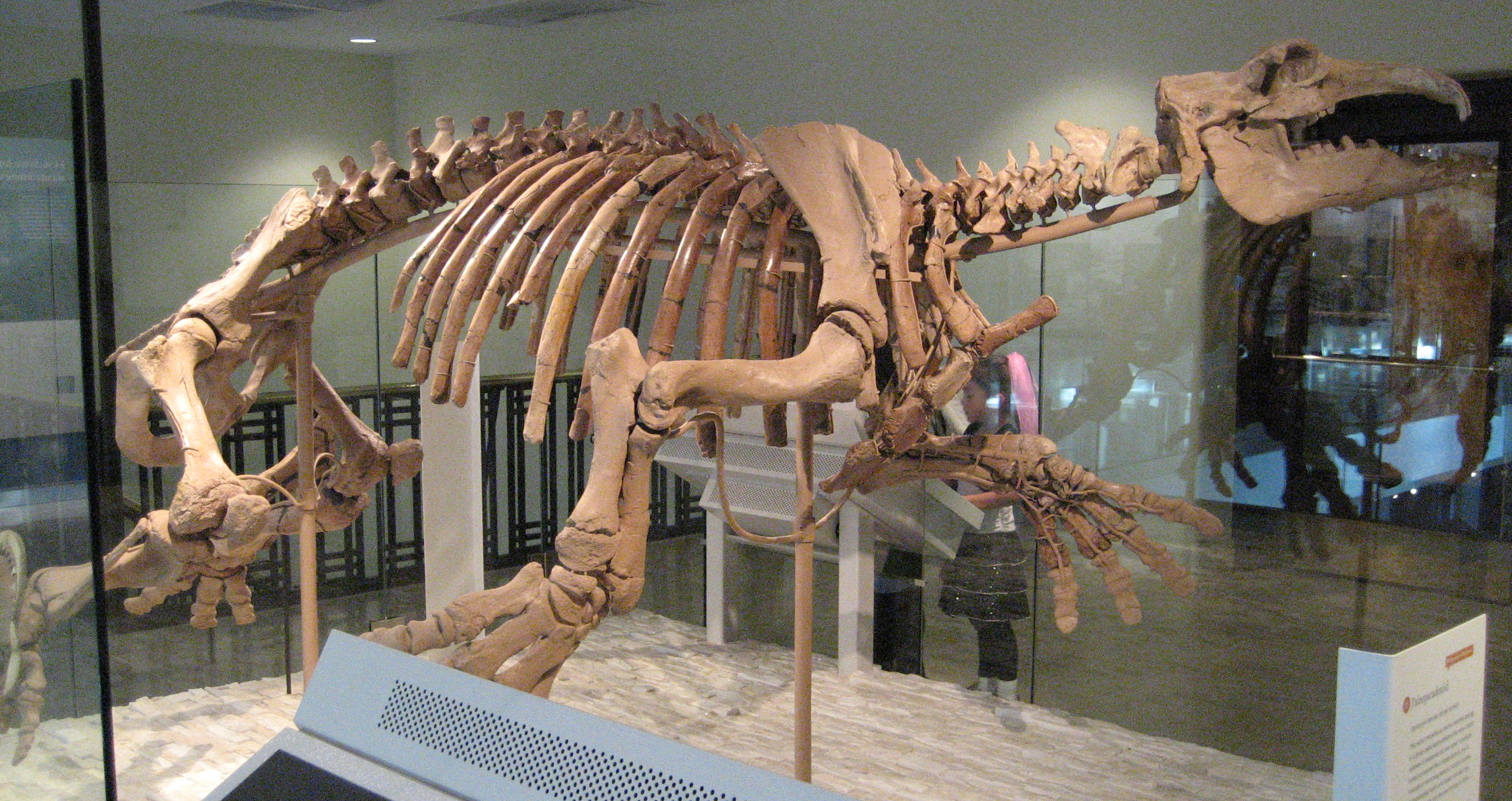
Paleoparadoxia
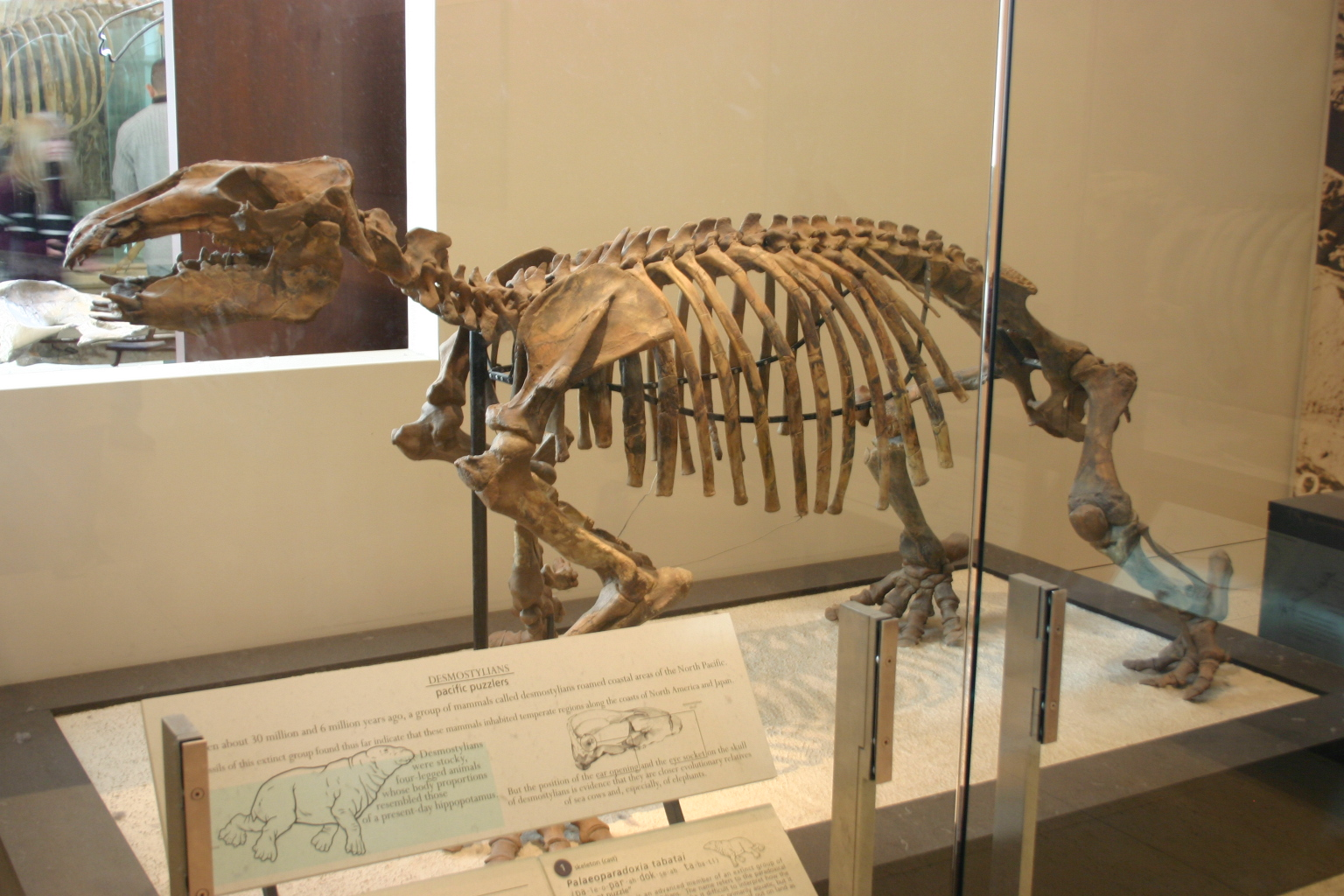
csontvázak
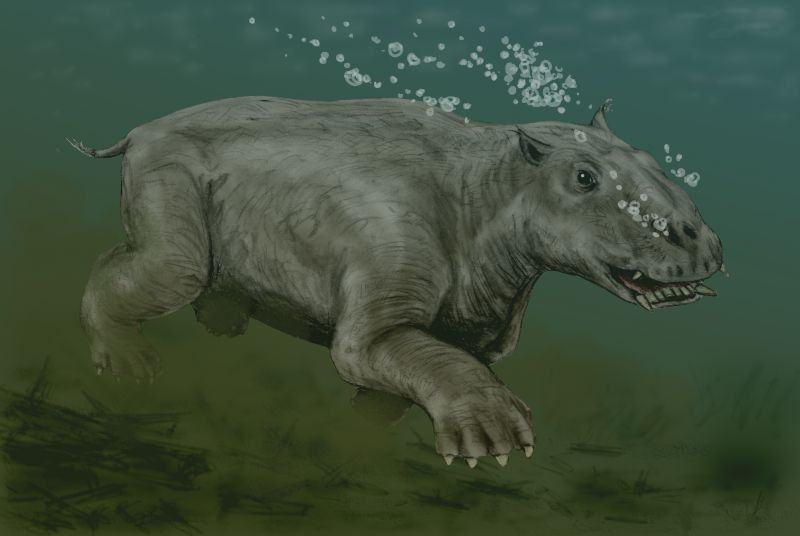
Az állat rekonstrukciója

### Fordítás
- Ez a szócikk részben vagy egészben  a   Paleoparadoxia című angol Wikipédia-szócikk ezen változatának fordításán alapul.  Az eredeti cikk szerkesztőit annak laptörténete sorolja fel. Ez a jelzés csupán a megfogalmazás eredetét és a szerzői jogokat jelzi, nem szolgál a cikkben szereplő információk forrásmegjelöléseként.